# 天文学和天体物理学十年调查
天文学和天体物理学十年调查（英語：Astronomy and Astrophysics Decadal Survey）是美国国家科学院国家研究委员会大约每十年一次就天文学和天体物理学研究文献发表的回顾。该报告调查了该领域的现状，确定了研究重点，并对未来十年提出了建议。报告代表了研究界向政府机构提出的有关如何在天文学和天体物理学领域优先考虑科学资助的建议。编撰委员会通过专题小组和小组委员会、专业学术研讨会和以白皮书形式的直接社区投入来了解各分支学科的现状。最近的一份报告《天文2010》于2010年发布。

## 地基天文学：十年计划，1964年
第一份报告《地基天文学：十年计划》于1964年发表，“阿尔伯特·惠特福德”(Albert Whitford)任编撰委员会主席。报告建议建设国家天文观测设施，特别是中型地面光学望远镜。

## 1970年和1972年的天文学和天体物理学
第二份报告《1970年代天文学和天体物理学》发表于1972年，杰西·格林斯坦任委员会主席。报告建议了太空和地面项目的优先次序，并对最终建造甚大天线阵起到了重要作用。

## 1980年和1982年的天文学和天体物理学
第三份报告《1980年代天文学和天体物理学》于1982年发表，乔治·B·菲尔德任委员会主席。报告建议发射“先进X射线天体物理设施”，即1999年实现的钱德拉X射线天文台，并将建造超长基线阵列列为优先事项。

## 天文学和天体物理学发现十年，1991年
第四份报告《天文学和天体物理学发现的十年》于1991年发表，约翰·巴考尔任委员会主席。报告建议发射“太空红外望远镜装置”，2003年实现了斯皮策空间望远镜升空运行，它是美国宇航局大型轨道天文台计划中的第四台也是最后的一台。

## 2001年新千年天文学和天体物理学
2001年，第五份报告《新千年的天文学和天体物理学》发表，委员会由克里斯托弗·麦基和约瑟夫·泰勒共同主持。它将下一代太空望远镜的建造和发射列为最高优先事项，现称为詹姆斯·韦伯空间望远镜，计划于2021年发射(截至2020年)。报告重申了1991年关于完成毫米波阵列的建议，该阵列现为阿塔卡马大型毫米波/亚毫米波阵列国际合作的一部分。它还审查了一项强大的天文学研究项目对国家的益处，并对几项大型项目的出资比例表示关切。

## 新世界，天文学和天体物理学的新视野，2010年
第六份报告《新世界，天文学和天体物理学的新视野》于2010年发布。委员会由罗杰·布兰福德主持。对有待解答的科学问题的建议包括：暗能量的性质；系外行星系统的结构、分布和演化；超新星和超密天体合并等在内的极端过程的详细考察以及星系和星系团如何从早期热宇宙中形成等:7。该报告还审查了技术储备、日程安排、资金问题及基础科学研究，并根据美国宇航局、国家科学基金会和能源部等主要资助机构的预期预算，考虑了一系列的资助方案。报告确定的最优先事项包括：
- 大视场红外巡天望远镜(WFIRST)，一台拟建的位于拉格朗日L2点的太空望远镜，它将寻视和编目系外行星，并可能有助于解决暗能量的性质问题。
- 大型综合巡天望远镜(LSST)，一台拟议中的宽视场地基望远镜，将提供弱引力透镜的测量，并绘制和记录超新星和近地小行星等瞬态或移动现象。
- 新世界科技发展计划，规划和奠定未来研究邻近系外类地行星的任务及基础。
- 查南托山阿塔卡馬望遠鏡(CCAT)，一座毫米和亚毫米波地基望远镜。它将调查年轻尘埃恒星系统和星系，并作为同一地点阿塔卡马大型毫米波/亚毫米波阵列的协作设施[15]。

其他优先事项包括用于测量引力波的激光干涉空间天线(LISA)和研究黑洞和宇宙大尺度结构演化的国际X射线天文台。报告还建议，为具有运行快速、科学回报高的中小型任务增设探索者计划，并在国家科学基金会内设立一个中型创新计划，为400万至1.35亿美元的项目提供资金。

## 另请参阅
- 行星科学十年调查
- 持久的探索和大胆的设想